# Heterobrissus gigas
Heterobrissus gigas is een zee-egel uit de onderorde Paleopneustina. Voor de taxonomische positie, zie het geslacht.
De wetenschappelijke naam van de soort werd in 1990 gepubliceerd door Alan N. Baker & Francis Rowe.